# Борин, Константин Александрович
Константин Александрович Бо́рин (1908—1989) — комбайнёр Штейнгартовской МТС Краснодарского края, преподаватель МСХА имени К. А. Тимирязева. Герой Социалистического Труда, лауреат Сталинской премии.

## Биография
Родился 3 июня 1908 года в деревне Жестелёво Нижегородской губернии Российской империи в крестьянской семье.
Трудиться начал с 10-летнего возраста, работал учеником слесаря, землекопом на строительстве железной дороги, слесарем.
Служил пулемётчиком в 17-й стрелковой дивизии РККА.
В 1929 году при организации в Жестелёве колхоза был выбран бригадиром. В 1931 году окончил курсы комбайнёров.
Член ВКП(б) с 1932 года.
По призыву партии переселился в 1933 году на Кубань для проведения коллективизации. Осенью 1933 года участвовал в создании колхоза имени Максима Горького в станице Шкуринской, в дальнейшем был избран в члены правления колхоза и назначен на должность бригадира полеводства.
В 1935—1950 годах работал комбайнёром Штейнгартовской моторно-тракторной станции Краснодарского края. Инициатор передовых методов труда на уборке сельскохозяйственных культур. Впервые применил ночную уборку комбайном, загрузку бункера и заправку двигателя на ходу. В 1935 году убрал хлеба на площади 780 гектар при норме 160 гектар и стал одним из инициаторов стахановского движения в сельском хозяйстве.
Депутат Верховного Совета СССР 1-го созыва (1937—1946).
После начала Великой Отечественной войны неоднократно обращался с просьбами отправить его добровольцем в действующую армию, но был назначен инструктором сельскохозяйственного отдела в Горьковском обкоме.
Летом 1942 года по распоряжению наркома земледелия был отправлен на Кубань для организации эвакуации. Во время проведения эвакуационных мероприятий в колхозе им. Максима Горького лично управлял комбайном, успел скосить и обмолотить 400 гектаров поля. Остановил работу, взорвал комбайн и покинул поселение менее чем за час до появления там наступавших подразделений немецкой армии.
В дальнейшем был комиссаром батальона 62-го стрелкового корпуса.
В сентябре 1943 года во время проведения разведки боем у превращённого в опорный пункт противника посёлка Курвочь командир стрелкового батальона капитан Андреев погиб в начале боя. После его гибели атаку возглавил заменивший командира батальона К. А. Борин, который участвовал в бою до тех пор, пока не был ранен в грудь осколком разорвавшейся миномётной мины. За этот бой 28 сентября 1943 года он был представлен к награждению орденом Красной Звезды.
Окончание войны с Германией встретил под Пиллау, в Восточной Пруссии, потом участвовал в войне с Японией (окончание которой встретил в Порт-Артуре).
Летом 1946 года был демобилизован, вернулся в Краснодар.
В 1948 году Константин Борин со своим коллективом намолотил в сцепке из двух комбайнов «С-6» с убранной им площади 42 300 центнеров зерновых культур. За 15 лет работы в Штейнгартовской МТС его комбайновый агрегат выполнил 89 сезонных норм и намолотил более 480 000 центнеров зерна.
Делегат XVIII съезда ВКП(б).
В 1947 и в 1951 годах избирался депутатом Верховного Совета РСФСР.
После окончания рабфака, в 1950 году с отличием окончил МСХА имени К. А. Тимирязева.
В 1951—1953 годах работал заместителем начальника главка МТС Министерства сельского хозяйства СССР.
В 1955 году, после защиты кандидатской диссертации (кандидат сельскохозяйственных наук), перешёл на преподавательскую работу в ТСХА.
С 1962 года работал доцентом кафедры механизации ТСХА.
Умер 10 марта 1989 года. Похоронен в Москве в колумбарии Донского кладбища в одной нише с женой и родственниками.

## Награды и премии
- Герой Социалистического Труда[1] (указ Президиума Верховного Совета СССР от 16 апреля 1949 года)
- три ордена Ленина (13.12.1935; 16.4.1949; 2.6.1950)
- два ордена Отечественной войны II степени (5.6.1945, был представлен к ордену Отечественной войны I степени; 6.4.1985)
- орден Красной Звезды[1] (2.11.1943)
- Медаль «За победу над Германией в Великой Отечественной войне 1941—1945 гг.»
- Медаль «В ознаменование 100-летия со дня рождения Владимира Ильича Ленина»
- Медаль  «Двадцать лет Победы в Великой Отечественной войне 1941—1945 гг.»
- Знак «25 лет победы в Великой Отечественной войне»
- Медаль «Тридцать лет Победы в Великой Отечественной войне 1941—1945 гг.»
- Медаль «Сорок лет Победы в Великой Отечественной войне 1941—1945 гг.»
- Медаль «За победу над Японией»
- Медаль «Ветеран труда»
- Юбилейная медаль «50 лет Вооружённых Сил СССР»
- Юбилейная медаль «60 лет Вооружённых Сил СССР»
- медали
- Сталинская премия третьей степени (1951) — за усовершенствование методов работы на зерновых комбайнах.

## Память
- пробитый в сентябре 1943 года осколком миномётной мины депутатский билет К. А. Борина (№ 76) стал экспонатом Центрального музея Революции СССР[1].